# رژی اوویون
رژی اوویون (فرانسوی: Régis Ovion‎؛ زادهٔ ۳ مارس ۱۹۴۹) دوچرخه‌سوار اهل فرانسه است.
از باشگاه‌هایی که در آن رکاب زده‌است می‌توان به تیم دوچرخه‌سواری پژو اشاره کرد.
وی در مسابقات کشوری و بین‌المللی در مجموع برندهٔ ۱ مدال طلا شده‌است.